# Santiago Lloveras
Santiago Lloveras (San Juan, 1811 - Buenos Aires, 16 de julio de 1896) fue un comerciante y político argentino, que ejerció dos veces como gobernador de la provincia de San Juan en la años 1860.

## Biografía
Desde joven se identificó con el Partido Unitario, aunque no fue perseguido por el caudillo sanjuanino Nazario Benavídez; fue elegido diputado provincial en 1851, y fue parte de la legislatura que depuso a Benavídez en ausencia, cuando se había marchado a firmar el Acuerdo de San Nicolás, y anuló todos los actos que este había ejercido en quince años de gobierno. Reinstalado Benavídez en el gobierno, lo nombró defensor de pobres y ausentes; su negativa resultó ofensiva para Benavídez, que ordenó su destierro en mayo de 1853.
Regresó algunos años más tarde, manteniéndose en contacto con sus amigos unitarios —que formaban el partido liberal— pero sin aceptar cargos políticos. El gobernador José Antonio Virasoro lo empleó como responsable de la nivelación, empedrado y mantenimiento de las calles de la capital. Tras el asesinato de Virasoro participó en el gobierno de Antonino Aberastain.
En 1862 fue nuevamente elegido diputado provincial, durante el gobierno de Domingo Faustino Sarmiento. Dos años más tarde fue diputado por el departamento Jáchal y fue nombrado presidente de la Cámara de Justicia.
En abril de 1864, Sarmiento presentó la renuncia a su gobernación y la legislatura nombró como gobernador suplente a Santiago Lloveras. Fue reemplazado en el cargo en el mes de julio, y la provincia tuvo otros dos gobernadores interinos hasta la elección de Camilo Rojo, en octubre de ese año.
Fue nuevamente diputado provincial y presidente de la legislatura. Al estallar la revolución de los Colorados, el gobernador Rojo fue expulsado de la provincia por el jefe federal Juan de Dios Videla, al recuperar el mando provincial, Rojo intentó reorganizar un gobierno dividido por acusaciones cruzadas; por otro lado, persiguió con saña a quienes hubieran colaborado con los federales, aún a aquellos que se habían visto obligados a hacerlo. Finalmente, la legislatura, con Lloveras al frente, lo forzó a presentar la renuncia. El propio Lloveras volvió a asumir el mando durante un mes y medio, mientras organizaba las elecciones que llevaron a la gobernación a José Manuel Zavalla.
En los años siguientes se dedicó al comercio y fundó una empresa de carretas, especializada en el transporte de mercancías hasta Córdoba. En 1870, asociado a Pedro Caraffa y Juan Fawcand, fundó el Banco de San Juan. Como empresario también dirigió la construcción de la Catedral de San Juan. Fue presidente de la Comisión Popular para la prevención de la epidemia de fiebre amarilla de 1871, que de todos modos no llegó a San Juan.
Tras rechazar varios cargos públicos que se le ofrecieron, aceptó el de diputado provincial a principios de 1874; la revolución de ese año, durante la cual tenía amigos en ambos bandos, lo alejó para siempre de la política.
Falleció en Buenos Aires en 1896.